# Disco di Magliano

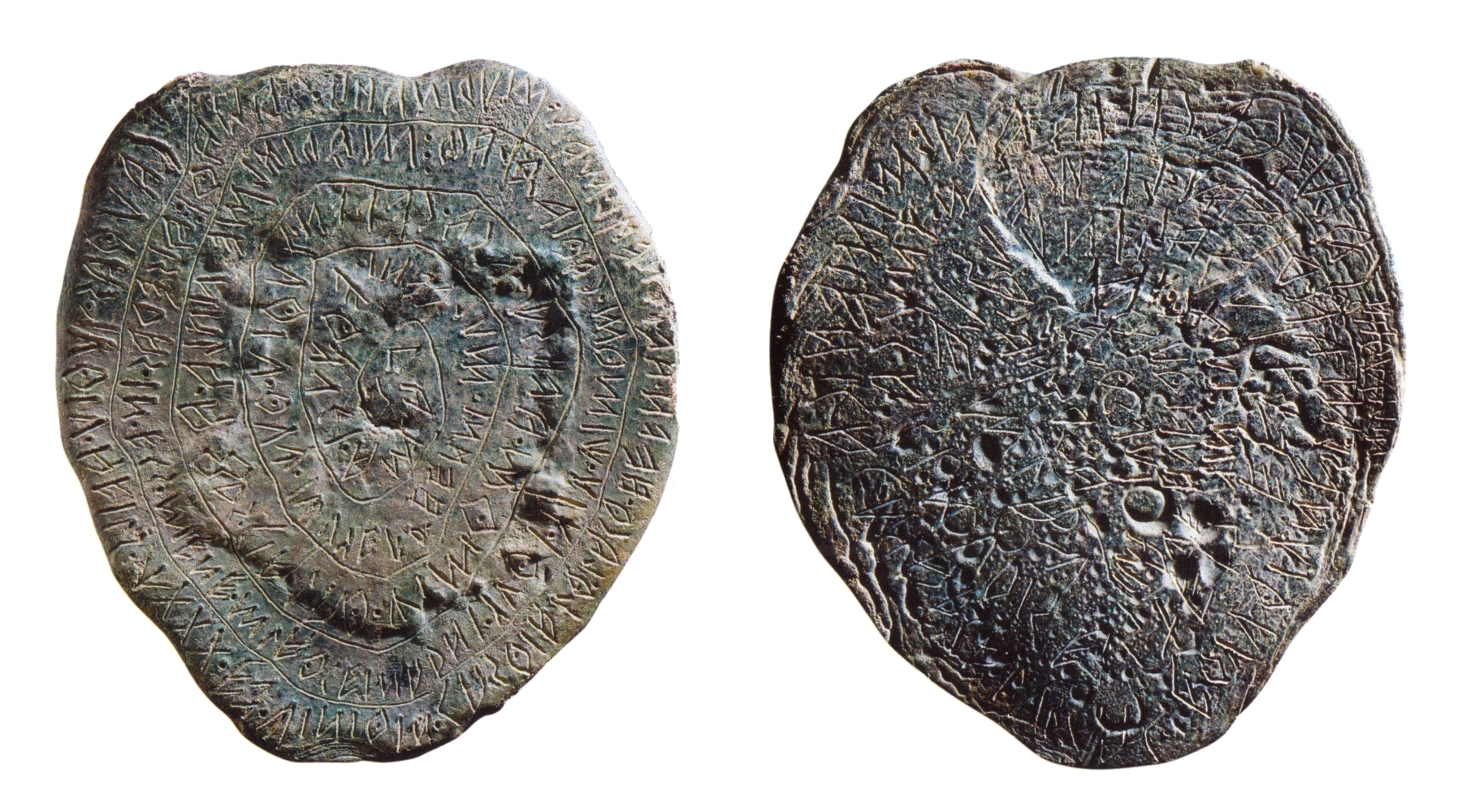
Piombo di Magliano

Il Disco di Magliano è un manufatto etrusco in piombo di forma tondeggiante del diametro di circa 8 cm, ritrovato a Magliano in Toscana (provincia di Grosseto) nel 1882 e datato V-IV secolo a.C. Si trova oggi conservato nel museo Archeologico di Firenze.
Porta incisa su due lati una scritta in etrusco, spiraleggiante dall'esterno verso il centro, contenente circa 70 parole, e per questo da annoverarsi fra i testi più lunghi in lingua etrusca. L'interpretazione del testo sembra indicare che si tratta di norme per sacrifici da compiersi in offerta alle divinità Tin, Maris, Calu e Canthas in dati tempi e luoghi.
L'oggetto ricorda per la sua forma il più celebre disco di Festo.